# Grenze zwischen Belarus und Lettland
Die Grenze Lettland–Belarus ist eine 173 km lange EU-Außengrenze, die beide Staaten trennt. Die aktuelle Grenze basiert auf der lettisch-polnischen Grenze von 1923, die 105 km lang war, und im südöstlichen Teil der Grenze zur Sowjetunion. Sie verläuft im Südwesten vom Dreiländereck Lettland–Litauen-Belarus  nach Nordost bis zum Dreiländereck Lettland–Belarus–Russland .

## Geschichte
Während des Lettischen Unabhängigkeitskriegs am 30. Januar 1920 wurde durch den Frieden von Riga am 1. Februar eine Demarkationslinie festgelegt, die mit der Ostgrenze des von Letten bewohnten (lettisch Ludzas apriņķis) zusammenfiel. Im März 1920 besetzte die Kurzeme Infanteriedivision der lettischen Armee die polnischen Teile des Grenzbezirks Drissa von Proškiai bis zum Aswejasee an der und weiter bis zum rechten Ufer der Düna. Nach dem Frieden zwischen Lettland und Sowjetrussland am 11. August zog sich die lettische Armee aus Drisa zurück. Nur die Gemeinden Piedrujas und Pustiņa (Robežnieku) fielen an Lettland.
Im Frühjahr 1920 besetzte die polnische Armee die Städte Grīva, Borne, Borovka (Silene), Demene, Kalkun, Saliena und Skrudaliena (im ehemaligen Kirchspiel Überlauz), die administrativ zum damaligen polnischen Bezirk Braslavas gehörten. Nach dem Abzug der polnischen Truppen während des polnisch-sowjetischen Krieges im Sommer 1920 wurde das Gebiet von der lettischen Armee besetzt.

## Grenzverlauf
Die Abgrenzung der lettisch-belarussischen Grenze begann nach dem Zusammenbruch der Sowjetunion 1997 und wurde am 10. April 2002 in Rīgā mit der Unterzeichnung des Abschlussprotokolls beschlossen. Die Länge der Grenze beträgt 172,912 km und sie ist mit 417 Grenzpfosten markiert, darunter 17 Bojen an der Grenze im Talweg der Düna und in anderen Gewässern.
Von lettischer Seite gibt es ausgewiesene Grenzgebiete. Massive Grenzbefestigungen findet man eher selten. Als Außengrenze fordern die EU und die Bestimmungen des Schengener Abkommens zunehmend eine wirkungsvolle Abwehr von illegalen Zuwanderern. Von belarussischer Seite ist der Zutritt im breiteren Grenzbereich nur mit Genehmigung möglich, wird aber dennoch häufig umgangen. Die Grenzbefestigungen sind deutlich massiver und gut überwacht, jedoch von lettischer Seite selten einzusehen. Im teilweise viele Kilometer breiten Grenzschutzstreifen liegen 306 Siedlungen, die nur für Anwohner, Grenzschutzorgane und ausgesuchte Besucher mit Sondergenehmigung zugänglich sind.
Das Überqueren der Grenze nach Lettland erfordert ein Visum nach dem Recht der Europäischen Union (Schengener Abkommen) und nach Belarus ein belarussisches Visum. Im kleinen Grenzverkehr gelten besondere Bestimmungen.
| Lettland               | Lettland          | Lettland                                                                      | ⇄                                                                             | Belarus                                                                       | Belarus                                                                      | Positionskordinaten          |
| ---------------------- | ----------------- | ----------------------------------------------------------------------------- | ----------------------------------------------------------------------------- | ----------------------------------------------------------------------------- | ---------------------------------------------------------------------------- | ---------------------------- |
| Vilnīši                | Bezirk Daugavpils | Dreiländereck · Litauen–Lettland–Belarus ·                                    | Dreiländereck · Litauen–Lettland–Belarus ·                                    | Dreiländereck · Litauen–Lettland–Belarus ·                                    | Marzinkawitschy (belarussisch Марцінкавічы)                                  | 55° 40′ 50″ N, 26° 37′ 50″ O |
| Ilga                   | Bezirk Daugavpils | ·                                                                             | ·                                                                             | ·                                                                             | Krywasseli (belarussisch Крываселі)                                          | 55° 40′ 49″ N, 26° 45′ 43″ O |
| Silene                 | Bezirk Daugavpils | P68                                                                           | [ 7 ] [ 8 ]                                                                   | P2                                                                            | Urbany (belarussisch Урбаны)                                                 | 55° 43′ 5″ N, 26° 52′ 25″ O  |
| Kaplava                | Bezirk Krāslava   |                                                                               | [ Anmerkung 3 ]                                                               | H16105                                                                        | Pļusi (belarussisch Плюсы)                                                   | 55° 49′ 22″ N, 27° 1′ 57″ O  |
| Piedruja               | Bezirk Krāslava   | ·                                                                             | ·                                                                             | ·                                                                             | Druja (belarussisch Друя)                                                    | 55° 47′ 40″ N, 27° 26′ 19″ O |
| Pāternieki             | Bezirk Krāslava   | A6                                                                            | [ 9 ] [ 8 ]                                                                   | P20                                                                           | Grigorovščina (belarussisch Грыгароўшчына)                                   | 55° 49′ 14″ N, 27° 37′ 45″ O |
| Indra                  | Bezirk Krāslava   | [ Anmerkung 5 ] [ 8 ]                                                         | [ Anmerkung 5 ] [ 8 ]                                                         | [ Anmerkung 5 ] [ 8 ]                                                         | Bigosova (belarussisch Бігосава)                                             | 55° 50′ 41″ N, 27° 38′ 18″ O |
| Vorzova                | Bezirk Dagda      | ·                                                                             | ·                                                                             | ·                                                                             | Ļipovka (belarussisch Ліпаўка)                                               | 55° 59′ 32″ N, 27° 48′ 40″ O |
| Meikšāni               | Bezirk Zilupe     | [ Anmerkung 7 ] [ Anmerkung 3 ] [ 8 ]                                         | [ Anmerkung 7 ] [ Anmerkung 3 ] [ 8 ]                                         | [ Anmerkung 7 ] [ Anmerkung 3 ] [ 8 ]                                         | Gavriļino (belarussisch Гаўрыліна)                                           | 56° 9′ 59″ N, 28° 7′ 18″ O   |
| Hügel der Freundschaft | Bezirk Zilupe     | Dreiländereck · Lettland−–Russland–Belarus · Zilupe-Brücke am Dreiländereck · | Dreiländereck · Lettland−–Russland–Belarus · Zilupe-Brücke am Dreiländereck · | Dreiländereck · Lettland−–Russland–Belarus · Zilupe-Brücke am Dreiländereck · | Aswejski Landschaftsschutzgebiet (belarussisch Асвейскі ландшафтны заказнік) | 56° 10′ 13″ N, 28° 9′ 1″ O   |

Anmerkungen
1. ↑  Die Sperrzonen haben relativ wenige Beschränkungen, der Zutritt ist jedoch meist bis zum Grenzzaun möglich. Für Bewohner des Grenzgebietes gelten bevorzugte Verfahren für den Grenzübertritt.
Vienkāršotā robežšķērsošana. Krāslavas novada portāls, archiviert vom Original (nicht mehr online verfügbar) am 16. Juni 2019; abgerufen am 16. Juni 2019 (lettisch, Vereinfachter Grenzübertritt): „Informationen, die im Rahmen des Projekts des Europäischen Nachbarschafts- und Partnerschaftsprogramms für Lettland, Litauen und Belarus erstellt wurden“  Info: Der Archivlink wurde automatisch eingesetzt und noch nicht geprüft. Bitte prüfe Original- und Archivlink gemäß Anleitung und entferne dann diesen Hinweis.
2. ↑  
Der Dreiländerpunkt ist von Litauen aus über Feld- und Waldwege problemlos besuchbar. Von lettischer Seite gibt es keinen bequemen Weg und von belarussischer Seite ist das Gelände weiträumig gesperrt. Es gab aber schon Anlässe, bei denen ausgewählte belarussische Bürger an gemeinsamen Festen am Dreiländereck teilnahmen.
3. 1 2 3 4  
Nur kleiner, visumfreier Grenzverkehr für Anwohner der Grenzgebiete nach spezieller Genehmigung, oft zeitlich begrenzt, keine durchgehende Öffnungszeiten, kein Güterverkehr.
Vienojas par uzlabotu Latvijas un Baltkrievijas robežas šķērsošanu. 23. Januar 2007, abgerufen am 16. Juni 2019 (lettisch, Vereinbarung über Verbesserung des Grenzübertritts zwischen Lettland und Belarus).
4. ↑  Offiziell eine Grenzstation für den kleinen Grenzverkehr 9:00–17:00 Uhr. Der Übergang mit der Fähre über die Düna ist seit Ende der 90er Jahre außer Betrieb. Auf der belarussischen Seite wurde nie eine Grenzabfertigung eingerichtet.
Piedrujā skatās Baltkrieviju, meklē Napoleona dārgumus un domā par Latviju. TV NET, 15. Mai 2017, abgerufen am 16. Juni 2019 (lettisch, Weißrussland betrachten, nach Napoleons Schätzen suchen und an Lettland denken).
Starp Latviju un Baltkrieviju ir Piedruja, vieta pie Drujas. DIENA, 19. Mai 1997, abgerufen am 16. Juni 2019 (lettisch, zwischen Lettland und Weißrussland liegt Piedruja, ein Ort in der Nähe von Druja): „Nur die unsichtbare Grenze in den Gewässern der Daugava trennt die Gemeinde Piedruja im Bezirk Krāslava im Südosten Lettlands von der Gemeinde Druja in Weißrussland. Seit Anfang Mai verkehrt dreimal wöchentlich eine Fähre zwischen den beiden Ländern, was die historische Gemeinschaft dieser Dörfer bestätigt, die seit der Zeit, als sowohl Druja als auch Piedruja Teil der Provinz Vitebsk waren, im Bewusstsein der lokalen Bevölkerung blieb.“
Across the river - Life in a small town split between Belarus and Latvia. Радыё Свабода, 2017, abgerufen am 16. Juni 2019 (englisch, über den Fluss – Das Leben in einer kleinen Stadt zwischen Belarus und Lettland).
Historische und heutige Zentren. Lauku ceļotājs, Riga, abgerufen am 16. Juni 2019.
5. ↑  Die Grenzüberschreitende Bahnlinie ist Teil der historischen Riga-Orlow-Eisenbahn 1895–1918 Riga mit Orjol verband. Später verkehrten Züge bis in die Ukraine mit Kurswagen an das Schwarze Meer. Inzwischen gibt es nur noch täglich eine Passagierverbindung zwischen Riga und Minsk (№ 088Б) und retour (№ 087Б).
6. ↑  Grenzschutz-Kaserne direkt an der Grenze, für den kleinen Grenzverkehr zugelassen, jedoch kein aktiver Übergang erkennbar.
7. ↑  Geöffnet 9:00–19:00, nur kleiner Grenzverkehr
8. ↑  Nur bei internationalen Veranstaltungen für Fußgänger geöffnet